# Gonzalo Higuaín
Gonzalo Gerardo Higuaín (phát âm tiếng Tây Ban Nha: [ɡonθˈalo xeɾˈaɾðo ˌiɣwaˈin], sinh ngày 10 tháng 12 năm 1987) là cựu cầu thủ bóng đá chuyên nghiệp người Argentina gốc Pháp thi đấu ở vị trí tiền đạo cắm, có biệt danh El Pipita hay Pipa, Higuaín là một tiền đạo sung mãn, nổi tiếng với con mắt săn bàn, thể hình cường tráng và những pha di chuyển tấn công.
Anh bắt đầu sự nghiệp thi đấu tại River Plate, trước khi chuyển đến Real Madrid vào tháng 1 năm 2007. Mùa hè năm 2013, anh chuyển đến Ý thi đấu cho Napoli sau khi có được ba danh hiệu vô địch La Liga. Trong mùa đầu tiên, anh cùng Napoli giành Coppa Italia và trở thành vua phá lưới Serie A trong mùa giải 2015-16. Tháng 7 năm 2016, Juventus có được Higuaín sau khi chấp nhận bỏ ra 90 triệu euro, thương vụ chuyển nhượng giúp anh trở thành cầu thủ đắt giá thứ ba thế giới. Tháng 8 năm 2018, A.C. Milan chính thức mượn Higuaín trong vòng 1 năm và sau đó đến tháng 1 năm 2019, anh chuyển sang thi đấu cho Chelsea cũng theo thỏa thuận cho mượn từ Juventus trong vòng 6 tháng. Sau khi bị Juventus thanh lý hợp đồng vào kì chuyển nhượng hè 2020 Gonzalo Higuaín đã rời Juventus chuyển sang Inter Miami đội bóng đang thi đấu tại giải MLS của David Beckham.
Higuaín bắt đầu chơi cho đội tuyển Argentina từ năm 2009 đến năm 2019 với thành tích cao nhất là về nhì tại World Cup 2014, Copa América 2015 và Copa América Centenario.

## Sự nghiệp cấp câu lạc bộ

### River Plate
Câu lạc bộ đầu tiên trong sự nghiệp của Higuain là River Plate. Anh bắt đầu nổi lên từ tháng 5 năm 2006 sau khi lập cú đúp giúp River Plate đánh bại câu lạc bộ Brasil Corinthians 3-1 tại Copa Libertadores. Anh cũng chính là cầu thủ ghi nhiều bàn thắng nhất cho River Plate tại giải Apertura (Giải bóng đá vô địch quốc gia Argentina lượt đi) năm 2005 với 9 bàn. Higuaín một lần nữa khiến các đội bóng lớn phải để mắt đến anh khi lập cú đúp giúp River Plate đánh bại đối thủ không đội trời chung Boca Juniors 3-1 trong trận "siêu kinh điển" của bóng đá Argentina. Huấn luyện viên River Plate khi đó là Daniel Passarella đã tuyên bố Higuain sẽ có một "tương lai lớn" và "triển vọng trở thành ngôi sao".

### Real Madrid
Real Madrid đã chính thức có được Higuain sau khi bản hợp đồng 6,5 năm trị giá 13 triệu euro được ký kết vào ngày 1 tháng 1 năm 2007 và có thời hạn đến ngày 30 tháng 6 năm 2013. Higuain đã phát biểu anh cảm thấy rất tự hào khi được Real Madrid chú ý đến.

#### 2006-07
Trận đấu đầu tiên của Higuaín trong màu áo Real Madrid là trận đấu với Real Zaragoza vào ngày 14 tháng 1 năm 2007 trên sân Santiago Bernabéu. Ngay lần đầu tiên khoác áo Real, Higuain đã thực hiện một đường chuyền quyết định cho Ruud van Nistelrooy giúp Real thắng 1-0. Bàn thắng đầu tiên của anh đến 1 tháng sau đó là bàn gỡ hòa 1-1 trong trận derby với Atlético Madrid mang về 1 điểm quý giá cho Real.
Ngày 12 tháng 5 năm 2007, anh có bàn thắng ấn định tỉ số 4-3 trong chiến thắng trước RCD Espanyol. Sau pha xoạc chân lấy bóng trong chân hậu vệ Armando Miguel Sa ở bên cánh phải, Higuain dẫn bóng xâm nhập vào khu trung lộ Espanyol và phối hợp bật tường với José Antonio Reyes trước khi dùng tốc độ vượt qua Armando, xỉa bóng vào góc gần khung thành của thủ môn Carlos Kameni. Trận thắng này giúp cho Real tạm vượt qua FC Barcelona để vươn lên ngôi đầu bảng. Cuối mùa giải năm đó, Real đã giành danh hiệu vô địch La Liga lần thứ 30.

#### 2007-08
Ngay vòng 2 La Liga 2007-08, Higuain đã lập cú đúp trong chiến thắng 4-3 trước CD Numancia. Đến ngày 31 tháng 10, anh lại có một cú đúp khác trong trận đấu với Athletic Bilbao cùng nhiều tình huống gây sóng gió cho khung thành khác.
Ngày 4 tháng 5 năm 2008 trong trận đấu với CA Osasuna, vào sân từ băng ghế dự bị thay Raúl González, Higuain đã tỏa sáng giúp Real Madrid đăng quang sớm tại La Liga trước 3 vòng đấu. Ở phút 88, từ quả phạt góc của anh, Arjen Robben đã ghi bàn gỡ hòa 1-1 trước khi chính Higuaín là người ấn định chiến thắng 2-1. 4 ngày sau, trong trận đấu với Barcelona trên sân Santiago Bernabéu, Higuain tiếp tục vào sân từ băng ghế dự bị và ghi bàn nâng tỉ số lên 3-0. Chung cuộc Real thắng 4-1. Kết thúc mùa giải, anh có 8 bàn sau 25 trận cho Real.

#### 2008-09
Đầu mùa giải 2008-09, Higuain đã ghi bàn nâng tỉ số lên 4-1 trong trận tranh siêu cúp Tây Ban Nha với Valencia và sau đó Real đã giành danh hiệu này với tổng tỉ số 6-5 sau hai lượt trận.
Ngày 8 tháng 11 năm 2008, Higuaín đã ghi cả bốn bàn thắng trong chiến thắng 4-3 của Real trước Málaga, nâng tổng số bàn thắng của anh tại La Liga 2008-09 lên 9 bàn. Higuaín còn có hai pha kiến thiết thành bàn trong trận đấu với RCD Mallorca ngày 11 tháng 1 năm 2009 cho thấy tốc độ, khả năng rê dắt và những cú tạt thấp đầy uy lực của anh.
Ngày 22 tháng 4, Higuaín đã ấn định chiến thắng 3-2 trước Getafe ở phút thứ 93 của trận đấu khi Real chỉ còn thi đấu với 10 người. Ngày 3 tháng 5, anh ghi bàn mở tỉ số trong trận "siêu kinh điển" El Clásico với Barcelona nhưng rốt cục Real đã để thất thủ 6-2 ngay trên sân nhà Bernabeu. Ngày 24 tháng 5, Higuaín có trận đấu thứ 100 cho Real trong trận đấu với Mallorca. Higuaín kết thúc mùa giải với 22 bàn thắng sau 24 trận và trở thành cầu thủ ghi nhiều bàn thắng nhất cho Real Madrid mùa giải này.

#### 2009-10

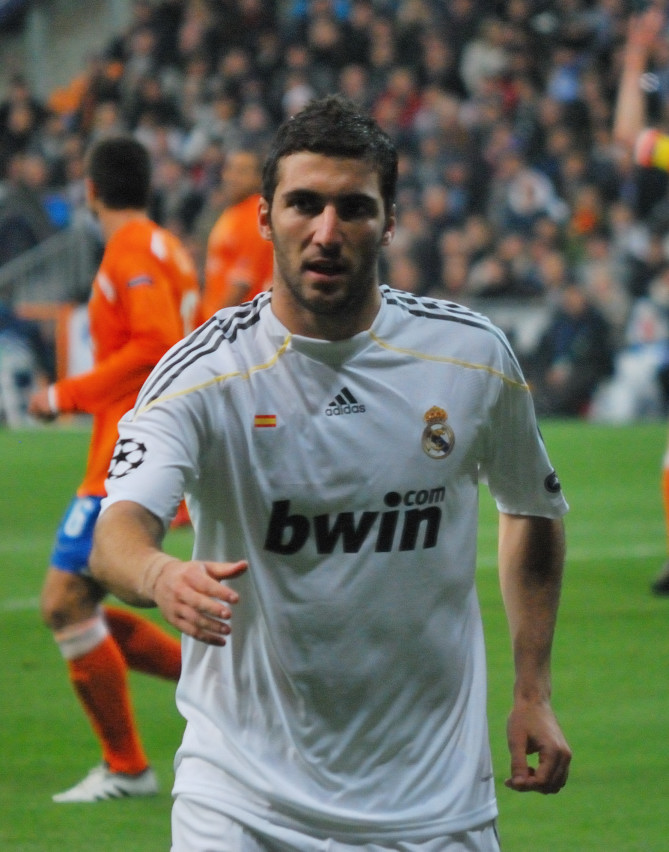
Higuain trong trận đấu với FC Zürich tại UEFA Champions League 2009-10

Ngày 15 tháng 9 năm 2009, Higuaín ghi bàn thắng đầu tiên tại Champions League trong chiến thắng 5–2 trước FC Zürich, đồng thời còn có một pha kiến thiết cho Raúl González ghi bàn. Higuaín có bàn thắng đầu tiên tại La Liga mùa giải mới với pha thoát xuống bấm bóng tuyệt đẹp đưa bóng qua đầu thủ môn Real Valladolid Jacobo Sanz Ovejero, nâng tỉ số trận đấu lên 4-2 cho Real. Sau đó, trong trận đấu với Getafe CF, cú đúp của anh đã đem về chiến thắng 2-1 cho Real. Một tuần sau trong trận thắng 3-2 trước Atlético Madrid tại Vicente Calderón, Higuain là người đã nâng tỉ số trận đấu lên 3-0. Vòng đấu tiếp theo, bàn thắng duy nhất của anh đã giúp Real Madrid có được thắng lợi quan trọng 1-0 trước Racing de Santander, qua đó tạm thời chiếm ngôi đầu bảng từ tay Barcelona với 27 điểm sau 11 vòng đấu.
Ngày 25 tháng 11, Higuaín đã ghi bàn thắng duy nhất trong chiến thắng 1-0 trước Zürich, giúp Real có được lợi thế lớn cho lượt đấu cuối vòng bảng Champions League. Ngày 5 tháng 12, trong chiến thắng 4-2 trước UD Almería, anh đã ghi được một bàn thắng bằng một cú sút chìm hiểm hóc và sau đó còn chuyền như đặt cho Cristiano Ronaldo ghi bàn. Trong trận đấu tiếp theo với Valencia CF tại Mestalla, trận đấu mà Real không có sự phục vụ của cả Cristiano Ronaldo và Kaká, Higuaín đã lập cú đúp giúp Real giành thắng lợi 3-2. Ngày 10 tháng 1, anh góp công trong cả hai bàn thắng của Real trong chến thắng 2-0 trước RCD Mallorca tại Bernabéu. Tuy nhiên, sau trận đấu với Mallorca, Higuain cho biết anh cảm thấy rất đau ở bắp chân trái và ngay lập tức đã được đưa chụp cắt lớp. Các bác sĩ Real xác nhận Higuain đã bị một vết rách nhỏ ở bắp chân trái nên cần được nghỉ thi đấu trong 3 tuần.
Anh trở lại vào ngày 6 tháng 2 trong trận đấu với RCD Espanyol. Sau khi vào sân thay Karim Benzema ở phút 72, Higuain đã ấn định tỉ số 3-0 ở những phút cuối trận đấu. Sau đó, anh lại tiếp tục có 4 bàn thắng trong hai vòng đấu liên tiếp với Villarreal CF và CD Tenerife.
Tỏa sáng ở La Liga nhưng ở Champions League, Higuain lại trở thành tội đồ của Real Madrid trong trận đấu lượt về vòng 1/16 với Olympique Lyonnais. Phút 25, Guti Hernández chuyền bóng để Higuain đối mặt với thủ môn Lyon Hugo Lloris. Anh lừa qua cả Lloris, song lại hấp tấp dứt điểm ở góc hẹp, đưa bóng dội trúng cột dọc. Ngoài tình huống đó, Higuain còn bỏ lỡ nhiều cơ hội ghi bàn rõ rệt khác nữa. Ngoài ra, Higuaín còn nhiều pha bóng chơi quá cá nhân dẫn đến việc anh và Cristiano Ronaldo hai lần cãi nhau gay gắt trên sân. Kết thúc trận đấu, Real để Lyon cầm hòa 1-1 và bị loại khỏi Champions League lần thứ 6 liên tiếp ở vòng 1/16. Goal.com đã cho điểm Higuain là cầu thủ thấp nhất trận với 4,5 điểm.
Ngày 14 tháng 3, Higuaín lập hat-trick trong chiến thắng 4–1 trước Real Valladolid. Ở vòng đấu tiếp theo, anh tiếp tục ghi bàn vào lưới Sporting de Gijón. Đây là bàn thắng thứ 20 của anh tại La Liga mùa giải này và là bàn thắng thứ 22 trên mọi mặt trận, giúp anh cân bằng thành tích ghi bàn với Ronaldo.
Ngày 25 tháng 3, trong chiến thắng 4-2 trước Getafe, Higuaín lại lập một cú đúp. Ba ngày sau, anh lại ghi bàn nâng tỉ số lên 3-1 trong chiến thắng 3-2 trước Atlético Madrid tại Bernabeu. Ngày 18 tháng 4, anh lại ghi bàn trong chiến thắng 2-0 trước Valencia, giúp Real rút ngắn cách biệt xuống còn 1 điểm với Barcelona. Bàn thắng cuối cùng của Higuaín trong mùa giải đến trong chiến thắng 5-1 trước Athletic Bilbao ngày 8 tháng 5. Ở mùa giải 2009-10, anh đã ghi được 29 bàn trên mọi mặt trận, đứng thứ hai trong danh sách các cầu thủ ghi bàn trong mùa giải của Real, sau Cristiano Ronaldo với 33 bàn.

#### 2010-11
Higuaín có bàn thắng đầu tiên ở mùa giải 2010-11 trong chiến thắng 2-0 trước Ajax Amsterdam tại UEFA Champions League ngày 15 tháng 9. Bàn thắng đầu tiên của anh tại La Liga 2010-11 là bàn thắng nâng tỉ số lên 2-0 trong chiến thắng 3-0 trước Espanyol ngày 21 tháng 9. Ngày 16 tháng 10, anh lập cú đúp đầu tiên trong mùa giải trong chiến thắng 4-1 trước Málaga.
Ngày 3 tháng 11, với bàn thắng mở tỉ số trong trận hoà 2-2 với AC Milan, Higuaín đã ghi bàn thắng thứ 700 của Real Madrid tại cúp châu Âu. Ngày 10 tháng 11, anh có bàn thắng đầu tiên tại Cúp Nhà vua Tây Ban Nha 2010-11 trong chiến thắng 5-1 trước Real Murcia.
Tuần lễ đầu tiên của tháng 12 năm 2010, Higuaín dính chấn thương thoát vị đĩa khớp và được các nhân viên y tế của Real đề nghị phải tiến hành phẫu thuật. Ngày 5 tháng 1, Real Madrid thông báo Higuaín sẽ được tiến sĩ Richard G. Fessler của trường đại học y khoa Northwestern tiến hành phẫu thuật tại Chicago. Cuộc phẫu thuật tiến hành ngày 11 tháng 1 thành công và anh đã ra viện ngay ngày hôm sau. Đầu tháng 3 năm 2011, anh đã trở lại tập luyện cùng các đồng đội.
Ngày 2 tháng 4, Higuaín có trận đấu đầu tiên sau bốn tháng điều trị chấn thương trong trận thua thua Sporting de Gijón 1-0. Ngày 23 tháng 4 năm 2011, anh đã lập một hat-trick trong chiến thắng 6-3 trước Valencia trên sân vận động Estadio Mestalla.

#### 2011-12
Higuaín đã có bàn thắng đầu tiên trong mùa giải 2011-12 với bàn thắng ấn định chiến thắng 4-2 trước Getafe ngày 10 tháng 9. Ngày 2 tháng 10 năm 2011, anh lập hat-trick trong chiến thắng 4-0 trước Espanyol. Ngày 15 tháng 10, anh lại có một hat-trick nữa trong chiến thắng 4–1 trước Real Betis, hat-trick thứ ba trong vòng 2 tuần của Higuaín. Ngày 29 tháng 10, anh ghi bàn thắng duy nhất trong trận đấu với Real Sociedad trên sân San Sebastián.

#### 2012–13
Higuain mở màn mùa giải mới với pha ghi bàn mở tỉ số trong chiến thắng 2-1 trước Barcelona ở trận chung kết lượt về Siêu cúp Tây Ban Nha 2012, giúp Real có được danh hiệu đầu tiên trong mùa giải. Higuaín ghi bàn trong trận đấu vòng 1 La Liga khi ấn định chiến thắng 3-0 trước Granada vào ngày 2 tháng 9.
Trong trận đấu sân khách với Mallorca ngày 28 tháng 10 năm 2012, Higuaín lập cú đúp và có hai pha kiến tạo thành bàn trong chiến thắng 5-0. Ngày 23 tháng 2 năm 2013, Higuaín ghi bàn thắng thứ 100 tại La Liga để đem về chiến thắng 2-1 trước Deportivo La Coruña.
Ngày 1 tháng 6 năm 2013, Higuaín tuyên bố sẽ rời Real Madrid sau khi ghi bàn thắng thứ 121 và cũng là cuối cùng của anh cho câu lạc bộ trong chiến thắng 4-2 trước Osasuna.

### Napoli

#### 2013-14
Ngày 24 tháng 7 năm 2013, chủ tịch Napoli Aurelio De Laurentiis tuyên bố Higuaín và thủ môn Pepe Reina đã vượt qua kiểm tra y tế và ký hợp đồng năm năm với câu lạc bộ. Ngày 27 tháng 7, Napoli chính thức công bố chuyển nhượng thành công Higuaín với giá 34,5 triệu £ và anh sẽ khoác áo số 9 tại đội bóng Ý. Tiền đạo người Argentina có trận đấu ra mắt không như ý tại Serie A khi đội bóng của anh bị Bologna đánh bại 3-0 ngay trong ngày mở đầu của mùa bóng 2013–14. Tuy nhiên một tuần sau đó, anh chính thức có bàn thắng đầu tiên cho Napoli trong chiến thắng 4-2 trên sân khách trước Chievo Verona. Anh tiếp tục duy trì phong độ ghi bàn trong hai chiến thắng sau đó trước Atalanta và Milan.
Ngày 18 tháng 9, anh ghi bàn trong trận mở màn của Napoli tại Champions League đem về chiến thắng 2-1 trước đội bóng Đức Borussia Dortmund tại sân nhà San Paolo. Sau đó anh tiếp tục lập công trong chiến thắng trước Olympique de Marseille và Arsenal tuy nhiên Napoli vẫn bị loại sau khi kết thúc vòng bảng dù thắng đến 4/6 trận đấu.
Đến đầu tháng 2 năm 2014, Higuaín đã ghi được 17 bàn trong 30 trận đấu cho Napoli. Ngày 12 tháng 2 năm 2014, Higuaín lập cú đúp trong chiến thắng 3-0 trước Roma tại bán kết lượt về Coppa Italia 2013–14, đưa Napoli vào chung kết với tổng tỉ số hai lượt trận là 5–3. Cuối mùa giải, anh đã cùng Napoli giành chức vô địch Coppa Italia 2013-14. Ngày 13 tháng 4, anh có hat-trick đầu tiên cho Napoli để đem về chiến thắng trước Lazio 4-2.

#### 2014-15
Higuaín có được pha lập công đầu tiên trong mùa giải 2014-15 tại trận lượt đi vòng play-off UEFA Champions League 2014-15 với Athletic Bilbao. Đến trận đấu vòng 2 Serie A 2014-15, anh đá hỏng quả phạt đền khiến Napoli để thua Chievo 1-0. Ngày 26 tháng 10, Higuaín mới có bàn thắng đầu tiên tại Seria A 2014-15, lập hat-trick giúp đội bóng của mình đánh bại Hellas Verona 6-2. Anh tiếp tục ghi bàn trong bốn trận đấu liên tiếp sau đó với Atalanta, Roma, Fiorentina và Cagliari và suýt nữa cân bàng kỷ lục ghi bàn 6 trận liên tiếp tại Serie A được nắm giữ bởi huyền thoại Diego Maradona trong mùa bóng 1987-88.
Trong trận Siêu cúp bóng đá Ý 2014 với Juventus tại Doha vào ngày 22 tháng 12, Higuaín đã hai lần gỡ hòa cho Napoli để đưa trận đấu đến loạt sút luân lưu, nơi Napoli đã đánh bại Juventus 6-5 để giành chức vô địch. Higuaín ghi bàn thắng duy nhất trong trận đấu sân khách với Lazio vào ngày 18 tháng 1 năm 2015, đưa Napoli lên vị trí thứ ba trên bảng xếp hạng. Ngày 4 tháng 2, anh ghi bàn ở phút bù giờ giúp Napoli đánh bại Inter Milan 1-0 tại tứ kết Coppa Italia 2014-15, bàn thắng thứ 18 của anh trong mùa giải.
Higuaín lập được hat-trick trong trận đấu lượt đi vòng 16 đội Europa League với Dinamo Moskva để Napoli có được chiến thắng 3–1 sau khi bị dẫn trước. Anh cũng là người mở tỉ số trong trận bán kết lượt đi thắng VfL Wolfsburg 4-1. Napoli sau đó vào đến bán kết Europa League nhưng bị loại bởi Dnipro sau khi thua 2-1 ở hai lượt đi về. Trong trận đấu cuối cùng tại Serie A mùa giải 2014-15, cũng là trận cuối cùng huấn luyện viên Rafael Benítez dẫn dắt Napoli, Higuaín lập cú đúp nhưng bỏ lỡ một quả phạt đền khiến Napoli thua Lazio 4-2 và mất quyền tham dự Champions League mùa giải sau.

#### 2015-16
Mùa giải 2015-16 là mùa giải thành công của Higuaín khi anh phá kỷ lục ghi nhiều bàn thắng nhất trong một mùa của Gunnar Nordahl (35 bàn) với 36 bàn thắng.

### Juventus

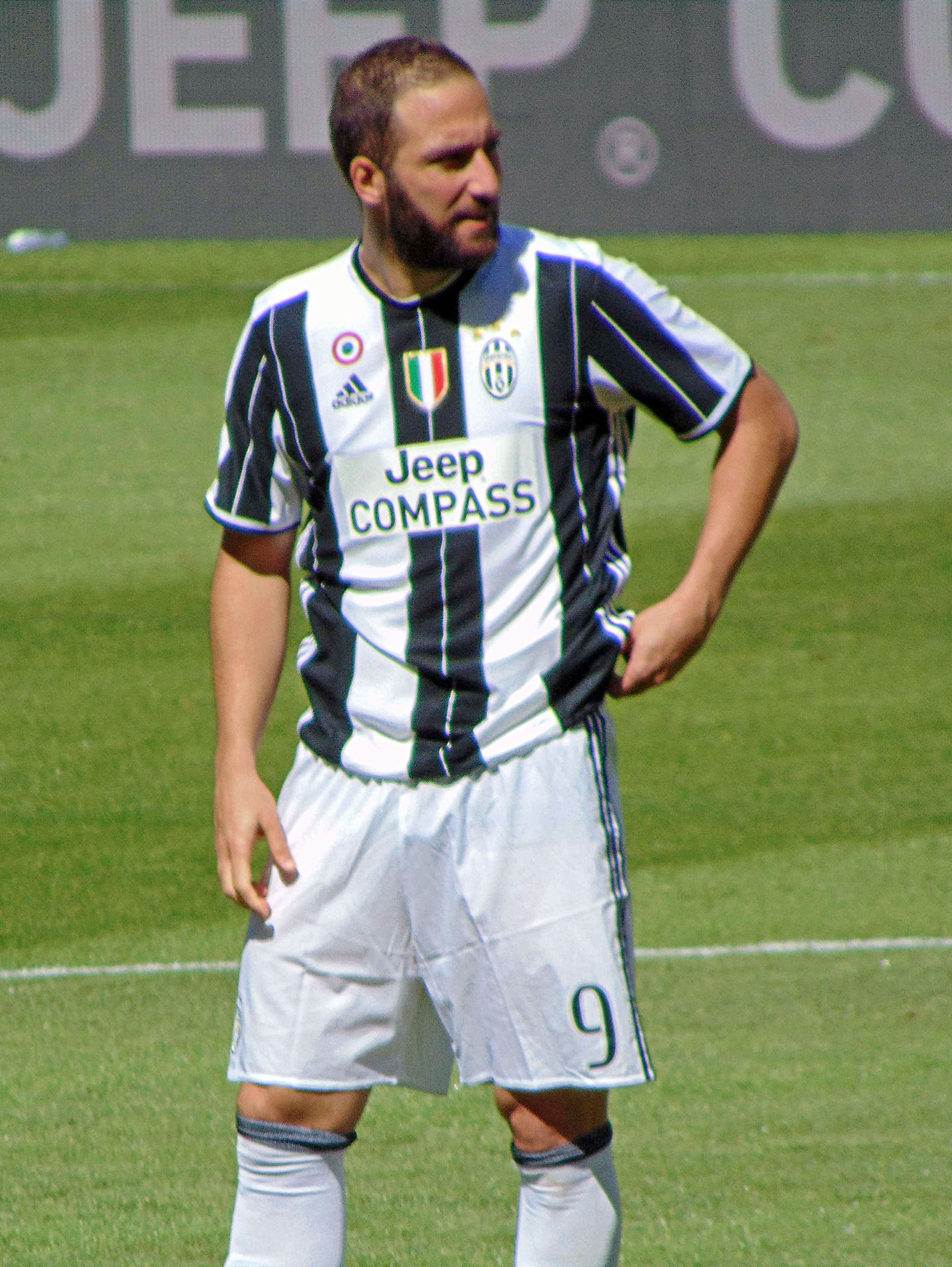
Higuaín trong màu áo Juventus năm 2017.

Ngày 26 tháng 7 năm 2016, Higuaín chính thức trở thành cầu thủ của Juventus sau khi đội bóng này kích hoạt điều khoản phá vỡ hợp đồng của Higuain với Napoli trị giá 90 triệu euro. Thương vụ chuyển nhượng giúp anh trở thành cầu thủ đắt giá thứ ba thế giới, đắt giá nhất lịch sử Serie A cũng như cầu thủ Nam Mỹ đắt giá nhất. Số tiền chuyển nhượng sẽ được thanh toán thành hai đợt, mỗi đợt 45 triệu euro.

#### 2016-17
Ngày 20 tháng 8, chỉ mất 8 phút sau khi vào sân từ ghế dự bị thay cho Mario Mandžukić trong trận đấu đầu tiên cho Juventus gặp Fiorentina, Higuaín đã ghi bàn quyết định chiến thắng 2-1 bằng một pha đệm bóng cận thành. Ngày 10 tháng 9, anh lập cú đúp trong trận thắng Sassuolo 3-1. Ngày 27 tháng 9, anh có bàn thắng đầu tiên tại UEFA Champions League cho Juventus trong trận thắng Dinamo Zagreb 4-0. Ngày 2 tháng 10, anh ghi được liên tiếp hai bàn thắng chỉ trong 3 phút để giúp Juventus vượt qua Empoli với tỉ số 3 bàn trắng.
Ngày 29 tháng 10, anh ghi bàn ấn định chiến thắng 2-1 của Juventus trước đội bóng cũ Napoli. Ngày 7 tháng 12, anh chấm dứt chuỗi trận khô hạn bàn thằng từ đầu tháng 11 với bàn thắng mở tỉ số trước Dinamo Zagreb, giúp Juventus kết thúc vòng bảng Champions League với vị trí đầu bảng. Sau đó 4 ngày, anh lập cú đúp giúp Juventus thắng ngược trận derby Torino 3-1 sau khi bị dẫn trước 1-0. Ngày 17 tháng 12, anh giúp Juventus vượt qua Roma với tỷ số 1-0 để cân bằng kỷ lục thắng liên tiếp trên sân nhà tại Serie A.

#### 2017-18
Sau hai năm ghi 55 bàn trong 105 trận, Higuaín phải rời Juventus sau khi câu lạc bộ này chiêu mộ được Cristiano Ronaldo trong kỳ chuyển nhượng mùa hè 2018.

#### A.C. Milan (mượn)
Ngày 2 tháng 8 năm 2018, trang chủ của câu lạc bộ A.C. Milan thông báo đã mượn thành công tiền đạo Gonzalo Higuaín từ Juventus với mức phí 18 triệu euro. Ngoài ra, A.C. Milan được quyền ưu tiên mua đứt Higuaín với giá 36 triệu euro vào mùa giải sau. Ngày 31 tháng 8, anh có đường chọc khe để Patrick Cutrone ấn định chiến thắng 2-1 của Milan trước A.S. Roma, chiến thắng đầu tiên trong mùa giải của Milan. Ngày 16 tháng 9, anh có bàn thắng đầu tiên cho Milan để giành lại 1 điểm trước Cagliari Calcio. Bốn ngày sau đó, anh ghi bàn thắng duy nhất trong trận đấu với F91 Dudelange tại UEFA Europa League.
Ngày 11 tháng 11, anh có một trận đấu đáng quên trước đội bóng chủ quản Juventus khi vừa đá hỏng phạt đền vừa bị truất quyền thi đấu do nhận hai thẻ vàng khiến Milan chịu thất bại 2-0. Anh ghi được 8 bàn thắng và có 3 kiến tạo sau khi kết thúc giai đoạn cho mượn tại Milan.

#### Chelsea (mượn)
Ngày 23 tháng 1 năm 2019, Higuaín chuyển sang thi đấu cho câu lạc bộ Chelsea theo hợp đồng cho mượn đến hết mùa bóng 2018-19 từ Juventus. Chelsea có quyền gia hạn hợp đồng cho mượn này hoặc mua đứt Higuaín với giá 31 triệu £. Tại Chelsea, anh có dịp được làm việc lần nữa với huấn luyện viên cũ của Napoli là Maurizio Sarri. Năm ngày sau đó, anh được đá chính trong trận Chelsea thắng Sheffield Wednesday 3-0 tại vòng 4 Cúp FA tại Stamford Bridge nhưng không để lại nhiều dấu ấn ngoại trừ tình huống anh từ chối cơ hội ghi bàn đầu tiên cho đội bóng Anh khi nhường Willian thực hiện quả phạt đền mở tỷ số.
Ngày 30 tháng 1, Higuaín có trận đấu đầu tiên tại Premier League nhưng đây là trận đấu thảm họa của Chelsea khi họ để Bournemouth đánh bại 4-0 và cá nhân Higuaín bị thay ra ở hiệp 2 bởi Olivier Giroud. Đến trận đấu thứ hai tại Premier League, Higuaín tỏa sáng với cú đúp bàn thắng cho Chelsea với bàn mở tỉ số và cú sút xa tuyệt đẹp từ ngoài vòng cấm giúp Chelsea thắng Huddersfield Town 5-0. Ngày 3 tháng 3, anh ghi bàn mở tỉ số trong chiến thắng 2-1 trước Fulham.
Ngày 22 tháng 4, anh ghi bàn nâng tỉ số lên 2-1 cho Chelsea trong trận đấu với Burnley sau pha phối hợp với Cesar Azpilicueta. Đây là bàn thắng thứ 10 của anh trong mùa giải 2018-19. Ngày 5 tháng 5, Higuaín ấn định tỷ số 3-0 trước Watford, chiến thắng đảm bảo một suất tham dự UEFA Champions League mùa giải sau của Chelsea. Cuối mùa bóng anh cùng Chelsea vô địch Europa League và đứng thứ 3 tại giải Ngoại hạng Anh. Tuy nhiên vào ngày 1 tháng 7 năm 2019, Chelsea chính thức tuyên bố không kích hoạt điều khoản mượn thêm hoặc mua đứt Higuaín sau khi anh chỉ có 5 bàn thắng trong 18 trận đấu cho Chelsea.

## Sự nghiệp đội tuyển quốc gia
Higuaín lúc đầu đã từ chối quyết định triệu tập của cả hai đội tuyển Argentina và Pháp. Ngày 15 tháng 11 năm 2006, huấn luyện viên đội tuyển Pháp Raymond Domenech quyết định triệu tập Higuain với lời nhận xét:"Cậu ta (Higuain) là người Pháp và với phong độ cao quãng thời gian vừa qua nên có lẽ, giờ là thời điểm thích hợp để chúng tôi trao cơ hội cho Higuain được khoác trên mình chiếc áo màu Lam." Một ngày sau khi Domenech công bố danh sách triệu tập, tại trụ sở của Liên đoàn bóng đá Pháp (FFF) đã nhận được một bản fax từ người cha của Higuain, nội dung nói rằng con trai ông chưa muốn khoác áo đội tuyển Pháp ở thời điểm này. Lý do được Higuain đưa ra khi không gia nhập đội tuyển Pháp là ""chưa biết chắc chắn về tương lai".
Tháng 1 năm 2007, phát biểu trên tờ L'Equipe, Higuain đã tuyên bố về việc mình muốn khoác áo đội tuyển Argentina: "Đó là sự lựa chọn của trái tim tôi. Tất cả bạn bè, gia đình tôi đều sống ở đây, và đây cũng là nơi tôi đã được học hỏi những kỹ năng chơi bóng để có được như ngày hôm nay. Tôi không thể hình dung một ngày nào đó tôi lại chơi một ĐTQG khác chứ không phải là Argentina?"
Tháng 2 năm 2008, Higuaín đã được triệu tập vào đội tuyển Olympic Argentina trong trận đấu giao hữu với đội tuyển Guatemala. Anh ghi hai bàn trong trận này và Argentina đã giành thắng lợi 5–0. Tháng 5 năm 2008, Higuaín đã chơi 61 phút trong trận đấu giao hữu với đội tuyển Catalonia.
Tháng 8 năm 2009, phát biểu trên tờ So Foot, Higuain tỏ ra rất sốt ruột khi không nhận được sự quan tâm của huấn luyện viên Diego Maradona: "Được chơi bóng cho đội tuyển quốc gia Argentina là một giấc mơ của nhiều cầu thủ. Tôi đã rất cố gắng và đã thể hiện sự cố gắng đó trong màu áo Real Madrid đặc biệt là ở cuối mùa giải qua. Tôi muốn được dự World Cup 2010". Higuain cho biết anh sẵn sàng lắng nghe nếu như có một lời đề nghị lần nữa từ phía huấn luyện viên của đội tuyển Pháp. Một tháng sau đó, anh đã được huấn luyện viên Maradona triệu tập vào đội tuyển chuẩn bị cho hai trận cuối tại vòng loại World Cup 2010 với Peru và Uruguay.
Ngay trận đấu chính thức đầu tiên trong màu áo đội tuyển Argentina, anh đã ghi bàn thắng mở tỉ số trong chiến thắng 2-1 trước Peru. Phút 67, Higuain được thay ra sân bởi Martín Demichelis. Chiến thắng này cộng với chiến thắng sau đó trước Uruguay đã giúp Argentina giành vé đến Nam Phi với vị trí thứ tư tại khu vực Nam Mỹ.
Ngày 3 tháng 3 năm 2010, Higuaín đã chớp thời cơ ghi bàn thắng duy nhất trong trận đấu giao hữu giữa Argentina với Đức tại München.

### World Cup 2010

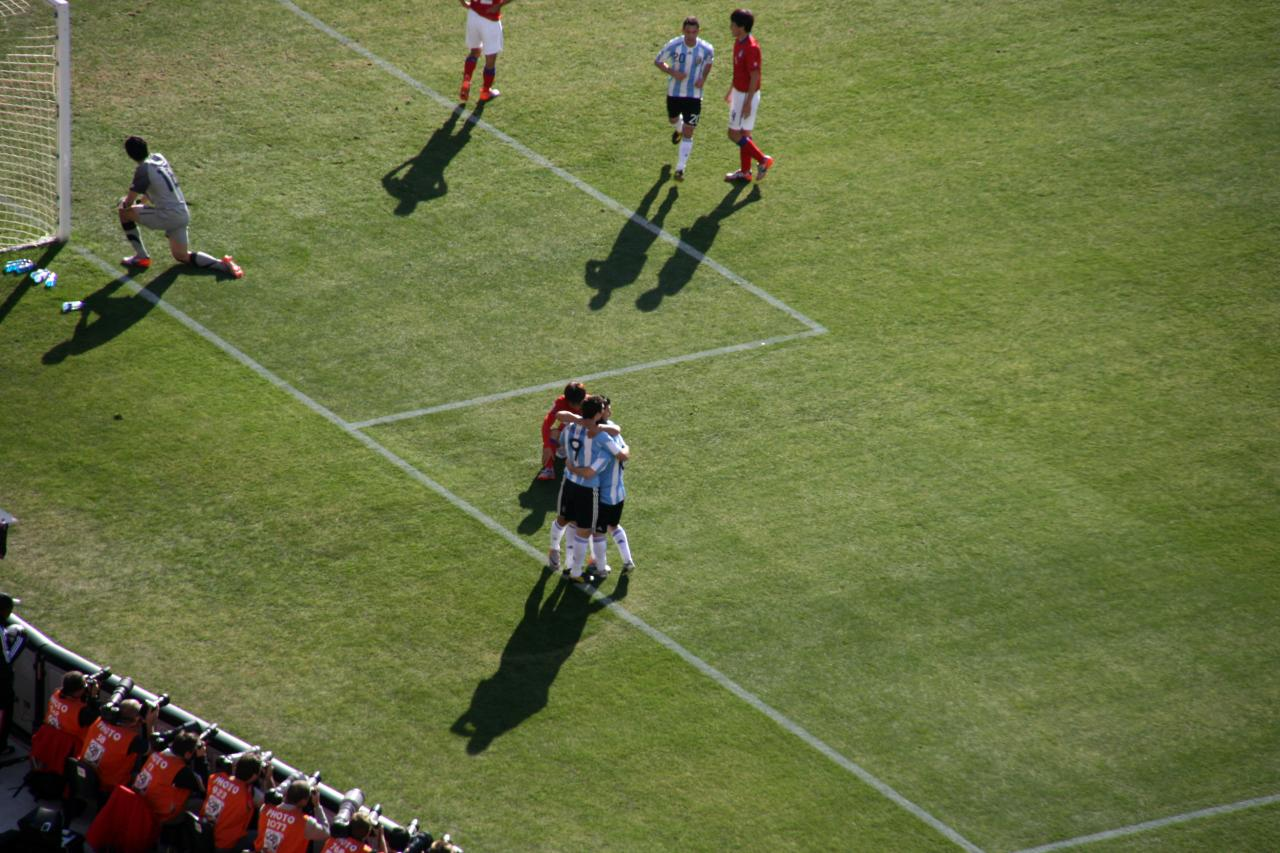
Gonzalo Higuaín đang ăn mừng hat-trick của mình với đồng đội trong trận đấu với Hàn Quốc tại World Cup 2010.

Anh sau đó đã được huấn luyện viên Diego Maradona đưa vào danh sách 23 cầu thủ Argentina tham dự World Cup 2010 tại Nam Phi. Ngày 17 tháng 6 năm 2010, Higuaín đã trở thành cầu thủ đầu tiên lập hat-trick tại World Cup 2010, giúp Argentina giành chiến thắng 4-1 trước Hàn Quốc tại lượt trận thứ hai của bảng B. Anh cũng giành luôn danh hiệu cầu thủ xuất sắc nhất trận đấu của FIFA và là cầu thủ Argentina thứ ba lập được hat-trick tại một vòng chung kết World Cup sau Guillermo Stábile tại World Cup 1930 và Gabriel Batistuta tại World Cup 1994 và World Cup 1998.
Ngày 27 tháng 6, trong trận đấu vòng hai với México, tận dụng sai lầm của hậu vệ México Ricardo Osorio, Higuaín đã nâng tỉ số trận đấu lên 2-0. Bàn thắng này cũng giúp anh tạm vươn lên dẫn đầu danh sách vua phá lưới World Cup 2010 với 4 bàn thắng. Tuy nhiên, đội tuyển Argentina đã bị loại ở tứ kết sau khi thua đậm đội tuyển Đức 4-0.
Tại Copa América 2011, Higuaín ghi được một bàn thắng trong trận hòa 1-1 trước Uruguay ở tứ kết. Argentina cũng bị loại ở vòng này sau thất bại 4-5 trên chấm luân lưu.

### World Cup 2014
Ngay lượt trận đầu tiên của Vòng loại giải vô địch bóng đá thế giới 2014 khu vực Nam Mỹ, Higuaín đã lập hat-trick thứ hai trong màu áo đội tuyển giúp Argentina đánh bại Chile 4-1. Ngày 2 tháng 6 năm 2012, anh ghi một bàn và kiến tạo cho Lionel Messi trong chiến thắng 4-0 trước Ecuador. Ngày 22 tháng 3 năm 2013, Higuaín lập cú đúp giúp Argentina đánh bại Venezuela 3–0 và kết thúc vòng loại World Cup 2014 với tổng cộng 9 bàn thắng.
Higuaín có tên trong danh sách 23 cầu thủ Argentina tham dự World Cup 2014 tại Brasil. Trong trận đấu đầu tiên tại vòng bảng của Argentina với Bosnia và Herzegovina, sau khi vào sân từ băng ghế dự bị, Higuaín đã có pha phối hợp một-hai với Messi để tạo điều kiện cho Messi ấn định chiến thắng 2-1 cho Argentina. Tuy nhiên phải đến trận tứ kết gặp Bỉ, anh mới có bàn thắng đầu tiên của mình tại giải đấu bằng một pha ngả người dứt điểm nhanh, chấm dứt chuỗi sáu trận không ghi bàn cho đội tuyển Argentina của anh. Đây cũng là bàn thắng duy nhất của trận đấu, giúp Argentina lọt vào bán kết.
Higuaín được ra sân ngay từ đầu trong trận chung kết World Cup 2014 với Đức vào ngày 13 tháng 7. Ở phút 20 của trận đấu, từ quả đánh đầu về lỗi của Toni Kroos, Higuaín có cơ hội đối mặt với thủ môn Manuel Neuer nhưng dứt điểm chệch cột dọc. Sau đó 10 phút, từ đường căng ngang của Ezequiel Lavezzi, anh đá nối cận thành làm tung lưới đội tuyển Đức nhưng bàn thắng không được công nhận do lỗi việt vị. Anh bị thay ra ở phút 76 và chung cuộc Argentina thua Đức 1–0 sau 120 phút thi đấu.

### Copa América 2015
Tại Cúp bóng đá Nam Mỹ 2015, Higuaín mất vị trí tiền đạo cắm duy nhất về tay Sergio Agüero nên phải trận đấu cuối cùng của vòng bảng với Jamaica anh mới được vào sân và đã ghi bàn thắng duy nhất của trận đấu đem về ngôi đầu bảng cho Argentina. Ngày 30 tháng 6, anh ấn định chiến thắng 6-1 của Argentina trước Paraguay tại trận bán kết, chỉ hai phút sau khi vào sân thay cho Agüero. Trong trận chung kết vào ngày 4 tháng 7 với đội chủ nhà Chile, Higuaín bỏ lỡ một cơ hội dứt điểm cận thành ở cuối trận và đá hỏng một quả phạt đền trong loạt sút luân lưu khiến Argentina thua trận chung kết thứ hai liên tiếp trong hai năm.

### Copa América Centenario 2016
Tại Copa América Centenario năm 2016, Higuaín góp mặt trong đội hình 23 người của Gerardo Martino, và được chọn làm tiền đạo đá chính. Vào ngày 18 tháng 6, anh đã ghi hai bàn trong chiến thắng 4-1 với tại Venezuela tứ kết. Ba ngày sau, anh một lần nữa ghi hai bàn khi Argentina đánh bại chủ nhà Hoa Kỳ 4-0 trong trận bán kết. Anh chơi trận chung kết với chính Chile- đối thủ đã đánh bại họ 1 năm trước, cũng là đội đã thua 1-2 tại vòng bảng. Albiceleste một lần nữa thua 2-4 trong loạt sút luân lưu sau khi hòa 0-0 cả trận. Sau trận đấu, Higuaín một lần nữa vấp phải sự chỉ trích trên các phương tiện truyền thông vì đã phung phí một cơ hội cho trận chung kết thứ ba liên tiếp với Argentina

### World Cup 2018
Trong chiến dịch vòng loại rắc rối của Argentina cho FIFA World Cup 2018 ở Nga, Higuaín chỉ có được một bàn thắng sau chín lần ra sân, và cuối cùng mất vị trí trong đội hình xuất phát của đội. Tuy nhiên, vào tháng 5 năm 2018, Higuaín đã được đưa vào danh sách 23 người cuối cùng của Jorge Sampaoli cho giải đấu. Anh xuất hiện trong cả ba trận đấu của đội tuyển Argentina, nhưng không có bàn thắng, và không góp mặt trong vòng 16 trận đấu với nhà vô địch sau này Pháp vào ngày 30 tháng 6, qua đó chứng kiến Argentina bị loại khỏi World Cup sau thất bại 3-4.

### Giải nghệ khỏi đội tuyển quốc gia
Ngày 29 tháng 3 năm 2019, Higuain tuyên bố giã từ đội tuyển quốc gia Argentina sau 10 năm gắn bó, tổng cộng anh đã thi đấu 75 trận và ghi được 31 bàn thắng.

## Thống kê sự nghiệp thi đấu

### Câu lạc bộ
Tính đến ngày 27 tháng 9 năm 2020
| Câu lạc bộ          | Mùa giải            | Vô địch quốc gia           | Vô địch quốc gia | Vô địch quốc gia | Cúp quốc gia | Cúp quốc gia | Cúp liên đoàn | Cúp liên đoàn | Cúp châu lục | Cúp châu lục | Khác    | Khác   | Tổng cộng | Tổng cộng |
| Câu lạc bộ          | Mùa giải            | Hạng đấu                   | Số trận          | Số bàn           | Số trận      | Số bàn       | Số trận       | Số bàn        | Số trận      | Số bàn       | Số trận | Số bàn | Số trận   | Số bàn    |
| ------------------- | ------------------- | -------------------------- | ---------------- | ---------------- | ------------ | ------------ | ------------- | ------------- | ------------ | ------------ | ------- | ------ | --------- | --------- |
| River Plate         | 2004–05             | Argentine Primera División | 4                | 0                | 0            | 0            | —             | —             | 0            | 0            | —       | —      | 4         | 0         |
| River Plate         | 2005–06             | Argentine Primera División | 14               | 5                | 0            | 0            | —             | —             | 4            | 2            | —       | —      | 18        | 7         |
| River Plate         | 2006–07             | Argentine Primera División | 17               | 8                | 0            | 0            | —             | —             | 2            | 0            | —       | —      | 19        | 8         |
| River Plate         | Tổng cộng           | Tổng cộng                  | 35               | 13               | 0            | 0            | —             | —             | 6            | 2            | 0       | 0      | 41        | 15        |
| Real Madrid         | 2006–07             | La Liga                    | 19               | 2                | 2            | 0            | —             | —             | 2            | 0            | —       | —      | 23        | 2         |
| Real Madrid         | 2007–08             | La Liga                    | 25               | 8                | 4            | 1            | —             | —             | 5            | 0            | —       | —      | 34        | 9         |
| Real Madrid         | 2008–09             | La Liga                    | 34               | 22               | 2            | 1            | —             | —             | 7            | 0            | 1       | 1      | 44        | 24        |
| Real Madrid         | 2009–10             | La Liga                    | 32               | 27               | 1            | 0            | —             | —             | 7            | 2            | —       | —      | 40        | 29        |
| Real Madrid         | 2010–11             | La Liga                    | 17               | 10               | 2            | 1            | —             | —             | 6            | 2            | —       | —      | 25        | 13        |
| Real Madrid         | 2011–12             | La Liga                    | 35               | 22               | 5            | 1            | —             | —             | 12           | 3            | 2       | 0      | 54        | 26        |
| Real Madrid         | 2012–13             | La Liga                    | 28               | 16               | 5            | 0            | —             | —             | 9            | 1            | 2       | 1      | 44        | 18        |
| Real Madrid         | Tổng cộng           | Tổng cộng                  | 190              | 107              | 21           | 4            | —             | —             | 48           | 8            | 5       | 2      | 264       | 121       |
| Napoli              | 2013–14             | Serie A                    | 32               | 17               | 5            | 2            | —             | —             | 9            | 5            | —       | —      | 46        | 24        |
| Napoli              | 2014–15             | Serie A                    | 37               | 18               | 4            | 1            | —             | —             | 16           | 8            | 1       | 2      | 58        | 29        |
| Napoli              | 2015–16             | Serie A                    | 35               | 36               | 2            | 0            | —             | —             | 5            | 2            | —       | —      | 42        | 38        |
| Napoli              | Tổng cộng           | Tổng cộng                  | 104              | 71               | 11           | 3            | —             | —             | 30           | 15           | 1       | 2      | 146       | 91        |
| Juventus            | 2016–17             | Serie A                    | 38               | 24               | 4            | 3            | —             | —             | 12           | 5            | 1       | 0      | 55        | 32        |
| Juventus            | 2017–18             | Serie A                    | 35               | 16               | 4            | 2            | —             | —             | 10           | 5            | 1       | 0      | 50        | 23        |
| Juventus            | 2019–20             | Serie A                    | 32               | 8                | 3            | 1            | —             | —             | 7            | 2            | 1       | 0      | 43        | 11        |
| Juventus            | Tổng cộng           | Tổng cộng                  | 105              | 48               | 11           | 6            | —             | —             | 29           | 12           | 3       | 0      | 148       | 66        |
| Milan (mượn)        | 2018–19             | Serie A                    | 15               | 6                | 1            | 0            | —             | —             | 5            | 2            | 1       | 0      | 22        | 8         |
| Chelsea (mượn)      | 2018–19             | Premier League             | 14               | 5                | 2            | 0            | 1             | 0             | 2            | 0            | —       | —      | 19        | 5         |
| Inter Miami         | 2020                | Major League Soccer        | 1                | 0                | 0            | 0            | —             | —             | —            | —            | 0       | 0      | 1         | 0         |
| Tổng cộng sự nghiệp | Tổng cộng sự nghiệp | Tổng cộng sự nghiệp        | 464              | 250              | 46           | 13           | 1             | 0             | 120          | 40           | 10      | 4      | 642       | 306       |

Ghi chú
1. ↑  bao gồm Copa Libertadores, Copa Sudamericana, UEFA Champions League, UEFA Europa League
2. ↑  Bao gồm Supercopa de España, Supercoppa Italiana

### Đội tuyển quốc gia
Tính đến 26 tháng 6 năm 2018.
| Đội tuyển quốc gia | Năm       | Trận | Bàn |
| ------------------ | --------- | ---- | --- |
| Argentina          |           |      |     |
| 2009               | 3         | 1    |     |
| 2010               | 10        | 6    |     |
| 2011               | 9         | 5    |     |
| 2012               | 8         | 4    |     |
| 2013               | 5         | 4    |     |
| 2014               | 11        | 3    |     |
| 2015               | 8         | 2    |     |
| 2016               | 13        | 6    |     |
| 2017               | 2         | 0    |     |
| 2018               | 6         | 0    |     |
| Tổng cộng          | Tổng cộng | 75   | 31  |

### Bàn thắng quốc tế
| #   | Ngày                 | Địa điểm                                                                 | Đối thủ     | Bàn thắng | Kết quả | Sự kiện                  |
| --- | -------------------- | ------------------------------------------------------------------------ | ----------- | --------- | ------- | ------------------------ |
| 1.  | 10 tháng 10 năm 2009 | Sân vận động tượng đài Antonio Vespucio Liberti, Buenos Aires, Argentina | Perú        | 1 – 0     | 2–1     | Vòng loại World Cup 2010 |
| 2.  | 3 tháng 3 năm 2010   | Allianz Arena, Munich, Đức                                               | Đức         | 1 – 0     | 1–0     | Giao hữu                 |
| 3.  | 17 tháng 6 năm 2010  | Sân vận động FNB, Johannesburg, Nam Phi                                  | Hàn Quốc    | 2 – 0     | 4–1     | World Cup 2010           |
| 4.  | 17 tháng 6 năm 2010  | Sân vận động FNB, Johannesburg, Nam Phi                                  | Hàn Quốc    | 3 – 1     | 4–1     | World Cup 2010           |
| 5.  | 17 tháng 6 năm 2010  | Sân vận động FNB, Johannesburg, Nam Phi                                  | Hàn Quốc    | 4 – 1     | 4–1     | World Cup 2010           |
| 6.  | 27 tháng 6 năm 2010  | Sân vận động FNB, Johannesburg, Nam Phi                                  | México      | 2 – 0     | 3–1     | World Cup 2010           |
| 7.  | 7 tháng 9 năm 2010   | Sân vận động tượng đài Antonio Vespucio Liberti, Buenos Aires, Argentina | Tây Ban Nha | 2 – 0     | 4–1     | Giao hữu                 |
| 8   | 16 tháng 7 năm 2011  | Sân vận động Brigadier General Estanislao López, Santa Fé, Argentina     | Uruguay     | 1 – 1     | 1–1     | Copa América 2011        |
| 9   | 6 tháng 9 năm 2011   | Sân vận động Quốc gia Bangabandhu, Dhaka, Bangladesh                     | Nigeria     | 1 – 0     | 3–1     | Giao hữu                 |
| 10. | 7 tháng 10 năm 2011  | Sân vận động tượng đài Antonio Vespucio Liberti, Buenos Aires, Argentina | Chile       | 1 – 0     | 4–1     | Vòng loại World Cup 2014 |
| 11. | 7 tháng 10 năm 2011  | Sân vận động tượng đài Antonio Vespucio Liberti, Buenos Aires, Argentina | Chile       | 3 – 0     | 4–1     | Vòng loại World Cup 2014 |
| 12. | 7 tháng 10 năm 2011  | Sân vận động tượng đài Antonio Vespucio Liberti, Buenos Aires, Argentina | Chile       | 4 – 1     | 4–1     | Vòng loại World Cup 2014 |
| 13. | 3 tháng 6 năm 2012   | Sân vận động tượng đài Antonio Vespucio Liberti, Buenos Aires, Argentina | Ecuador     | 2 – 0     | 4–0     | Vòng loại World Cup 2014 |
| 14. | 7 tháng 9 năm 2012   | Sân vận động Mario Alberto Kempes, Córdoba, Argentina                    | Paraguay    | 2 – 1     | 3–1     | Vòng loại World Cup 2014 |
| 15. | 11 tháng 9 năm 2012  | Sân vận động Quốc gia, Lima, Peru                                        | Perú        | 1 – 1     | 1–1     | Vòng loại World Cup 2014 |
| 16. | 17 tháng 10 năm 2012 | Sân vận động Quốc gia Julio Martínez Prádanos, Santiago, Chile           | Chile       | 2 – 0     | 2–1     | Vòng loại World Cup 2014 |
| 17. | 6 tháng 2 năm 2013   | Friends Arena, Solna, Thụy Điển                                          | Thụy Điển   | 3 – 1     | 3–2     | Giao hữu                 |
| 18. | 22 tháng 3 năm 2013  | Sân vận động tượng đài Antonio Vespucio Liberti, Buenos Aires, Argentina | Venezuela   | 1 – 0     | 3–0     | Vòng loại World Cup 2014 |
| 19. | 22 tháng 3 năm 2013  | Sân vận động tượng đài Antonio Vespucio Liberti, Buenos Aires, Argentina | Venezuela   | 3 – 0     | 3–0     | Vòng loại World Cup 2014 |
| 20. | 14 tháng 8 năm 2013  | Sân vận động Olimpico, Rome, Ý                                           | Ý           | 1 – 0     | 2–1     | Giao hữu                 |
| 21. | 5 tháng 7 năm 2014   | Sân vận động Quốc gia Mané Garrincha, Brasília, Brasil                   | Bỉ          | 1 – 0     | 1–0     | World Cup 2014           |
| 22. | 14 tháng 10 năm 2014 | Sân vận động Hồng Kông, Hồng Kông                                        | Ý           | 2 – 0     | 7–0     | Giao hữu                 |
| 23. | 14 tháng 10 năm 2014 | Sân vận động Hồng Kông, Hồng Kông                                        | Ý           | 4 – 0     | 7–0     | Giao hữu                 |
| 24. | 20 tháng 6 năm 2015  | Sân vận động Sausalito, Viña del Mar, Chile                              | Jamaica     | 1 – 0     | 1–0     | Copa América 2015        |
| 25. | 30 tháng 6 năm 2015  | Sân vận động Municipal de Concepción, Concepción, Chile                  | Paraguay    | 6 – 1     | 6–1     | Copa América 2015        |
| 26. | 27 tháng 5 năm 2016  | Sân vận động San Juan del Bicentenario, San Juan, Argentina              | Honduras    | 1 – 0     | 1–0     | Giao hữu                 |
| 27. | 18 tháng 6 năm 2016  | Sân vận động Gillette, Foxborough, Hoa Kỳ                                | Venezuela   | 1 – 0     | 4–1     | Copa América Centenario  |
| 28. | 18 tháng 6 năm 2016  | Sân vận động Gillette, Foxborough, Hoa Kỳ                                | Venezuela   | 2 – 0     | 4–1     | Copa América Centenario  |
| 29. | 21 tháng 6 năm 2016  | Sân vận động NRG, Houston, Hoa Kỳ                                        | Hoa Kỳ      | 3 – 0     | 4–0     | Copa América Centenario  |
| 30. | 21 tháng 6 năm 2016  | Sân vận động NRG, Houston, Hoa Kỳ                                        | Hoa Kỳ      | 3 – 0     | 4–0     | Copa América Centenario  |
| 31. | 6 tháng 10 năm 2016  | Sân vận động Quốc gia, Lima, Peru                                        | Perú        | 1 – 2     | 2–2     | Vòng loại World Cup 2018 |

## Danh hiệu

### Câu lạc bộ

#### Real Madrid
- La Liga (3): 2006–07, 2007–08, 2011–12
- Copa del Rey (1): 2010–11
- Supercopa de España (2): 2008, 2012

#### Napoli
- Coppa Italia (1): 2013–14
- Supercoppa Italiana (1): 2014

#### Juventus
- Serie A (3): 2016–17, 2017–18, 2019–20
- Coppa Italia (2): 2016–17, 2017–18

#### Chelsea
- UEFA Europa League (1): 2018–19

### Quốc tế
- FIFA World Cup: Á quân 2014
- Copa América: Á quân 2015, 2016

### Cá nhân
- Vua phá lưới Serie A: 2015–16 (36 bàn thắng)
- Đội hình xuất sắc nhất năm của Serie A: 2013–14
- Đội hình xuất sắc nhất năm của UEFA Europa League: 2013–14
- Đội hình xuất sắc nhất năm của Nam Mỹ năm 2006[133]
- Cầu thủ xuất sắc nhất trận Argentina-Hàn Quốc tại FIFA World Cup 2010.
- Cầu thủ xuất sắc nhất trận Argentina-Bỉ tại FIFA World Cup 2014.